# Nadja Olthuis
Nadja Olthuis (Ommen, 4 april 1986) is een Nederlandse voormalig voetbalster die uitkwam voor FC Twente, sc Heerenveen en PEC Zwolle.

## Carrière
Olthuis werd in het seizoen 2004/2005 tweede in het klassement voor de beste keepster in de hoofdklasse achter Angela Christ. In de twee seizoenen die daarop volgden sleepte ze de eerste prijs wel in de wacht.
In de zomer van 2007 ruilde zij haar toenmalige club Be Quick '28 in voor FC Twente om mee te doen aan de nieuw opgerichte Eredivisie voor vrouwen. Doordat Olthuis geblesseerd raakte in de voorbereiding, moest ze haar plaats in het doel afstaan aan de talentvolle keepster Anne Garretsen, maar later dat seizoen speelde ze zich terug in de basis.
Op 24 november 2007 maakt Olthuis haar officiële debuut voor FC Twente. In de met 9–0 gewonnen bekerwedstrijd tegen Oranje Nassau stond ze de gehele wedstrijd onder de lat. Op 12 december van dat jaar staat ze voor het eerst tijdens een eredivisiewedstrijd onder de lat tijdens het met 3–1 verloren duel tegen AZ. Hierna stond ze haar basisplaats niet meer af. Op 24 mei 2008 won ze met FC Twente de KNVB beker.
In haar tweede seizoen bij FC Twente kreeg Olthuis rugnummer 1 en was vanaf het begin de eerste keepster. Het noodlot sloeg echter toe op 6 september 2008, toen ze haar been brak tijdens de training en zodoende een tijd vanaf de kant zal moeten toekijken hoe haar vervangster Tiffany Loeven het zal doen. Uiteindelijk kwam ze in seizoen 2008/09 niet meer in actie voor FC Twente. Vanaf 2009/10 zal ze voor sc Heerenveen uit gaan komen.
In de zomer van 2010 verliet Olthuis Heerenveen alweer. Ze keert terug naar Zwolle, om daar bij de plaatselijke PEC te gaan voetballen. In 2018 kondigde ze aan dat ze zou stoppen met voetballen

## Carrièrestatistieken
| Seizoen         | Club            | Land            | Competitie            | Competitie | Competitie | Beker | Beker | Internationaal | Internationaal | Overig | Overig | Totaal | Totaal |
| Seizoen         | Club            | Land            | Competitie            | Wed.       | Dlp.       | Wed.  | Dlp.  | Wed.           | Dlp.           | Wed.   | Dlp.   | Wed.   | Dlp.   |
| --------------- | --------------- | --------------- | --------------------- | ---------- | ---------- | ----- | ----- | -------------- | -------------- | ------ | ------ | ------ | ------ |
| 2004/05         | Be Quick '28    | Nederland       | Hoofdklasse           | –          | 0          | –     | 0     | –              | –              | –      | –      | –      | 0      |
| 2005/06         | Be Quick '28    | Nederland       | Hoofdklasse           | –          | 0          | –     | 0     | –              | –              | –      | –      | –      | 0      |
| 2006/07         | Be Quick '28    | Nederland       | Hoofdklasse           | –          | 0          | –     | 0     | –              | –              | –      | –      | –      | 0      |
| 2007/08         | FC Twente       | Nederland       | Eredivisie            | 11         | 0          | 4     | 0     | –              | –              | –      | –      | 15     | 0      |
| 2008/09         | FC Twente       | Nederland       | Eredivisie            | 2          | 0          | 0     | 0     | –              | –              | –      | –      | 2      | 0      |
| 2009/10         | sc Heerenveen   | Nederland       | Eredivisie            | 8          | 0          | –     | 0     | –              | –              | –      | –      | 8      | 0      |
| 2010/11         | FC Zwolle       | Nederland       | Eredivisie            | 21         | 0          | –*    | 0     | –              | –              | –      | –      | 21     | 0      |
| 2011/12         | FC Zwolle       | Nederland       | Eredivisie            | 11         | 0          | –*    | 0     | –              | –              | –      | –      | 11     | 0      |
| 2012/13         | PEC Zwolle      | Nederland       | BeNe League Orange    | 11         | 0          | –*    | 0     | –              | –              | –      | –      | 11     | 0      |
| 2012/13         | PEC Zwolle      | Nederland       | Women's BeNe League B | 2          | 0          | –*    | 0     | –              | –              | –      | –      | 2      | 0      |
| 2013/14         | PEC Zwolle      | Nederland       | Women's BeNe League   | 16         | 0          | 2*    | 0     | –              | –              | –      | –      | 0      | 0      |
| 2014/15         | PEC Zwolle      | Nederland       | Women's BeNe League   | 24         | 0          | 2     | 0     | –              | –              | –      | –      | 26     | 0      |
| 2015/16         | PEC Zwolle      | Nederland       | Eredivisie            | 24         | 0          | 1     | 0     | –              | –              | –      | –      | 25     | 0      |
| 2016/17         | PEC Zwolle      | Nederland       | Eredivisie            | 25         | 0          | 2     | 0     | –              | –              | –      | –      | 27     | 0      |
| 2017/18         | PEC Zwolle      | Nederland       | Eredivisie            | 3          | 0          | 0     | 0     | –              | –              | –      | –      | 3      | 0      |
| Carrière totaal | Carrière totaal | Carrière totaal | Carrière totaal       | 158        | 0          | 11    | 0     | 0              | 0              | 0      | 0      | 169    | 0      |

## Interlandcarrière

### Nederland onder 19
Op 15 september 2003 debuteerde Olthuis voor het Nederland –19 in een vriendschappelijke wedstrijd tegen België –19 (6 – 0 winst).
| Interlands van Nadja Olthuis | Interlands van Nadja Olthuis | Interlands van Nadja Olthuis      | Interlands van Nadja Olthuis | Interlands van Nadja Olthuis | Interlands van Nadja Olthuis |
| №                            | Datum                        | Wedstrijd                         | Uitslag                      | Soort Wedstrijd              | Doelpunten                   |
| Als speler bij OZC           | Als speler bij OZC           | Als speler bij OZC                | Als speler bij OZC           | Als speler bij OZC           | Als speler bij OZC           |
| ---------------------------- | ---------------------------- | --------------------------------- | ---------------------------- | ---------------------------- | ---------------------------- |
| 1.                           | 15 september 2003            | Nederland – België                | 6 – 0                        | Vriendschappelijk            | 0                            |
| 2.                           | 23 september 2003            | Nederland – Ierland               | 2 – 0                        | Kwalificatie EK 2004 –19     | 0                            |
| 3.                           | 25 september 2003            | Nederland – Wit-Rusland           | 9 – 0                        | Kwalificatie EK 2004 –19     | 0                            |
| 4.                           | 10 april 2004                | Japan – Nederland                 | 2 – 2                        | Vriendschappelijk            | 0                            |
| 5.                           | 28 april 2004                | Nederland – Engeland              | 2 – 2                        | Kwalificatie EK 2004 –19     | 0                            |
| 6.                           | 30 april 2004                | België – Nederland                | 2 – 1                        | Kwalificatie EK 2004 –19     | 0                            |
| Als speler bij Be Quick '28  |                              |                                   |                              |                              |                              |
| 7.                           | 15 september 2004            | België – Nederland                | 0 – 1                        | Vriendschappelijk            | 0                            |
| 8.                           | 27 september 2004            | Nederland – Bosnië en Herzegovina | 3 – 0                        | Kwalificatie EK 2005 –19     | 0                            |
| 9.                           | 1 oktober 2004               | Nederland – Oostenrijk            | 1 – 0                        | Kwalificatie EK 2005 –19     | 0                            |
| 10.                          | 6 april 2005                 | Nederland – Noord-Ierland         | 3 – 0                        | Vriendschappelijk            | 0                            |
| 11.                          | 13 april 2005                | Frankrijk – Nederland             | 4 – 0                        | Vriendschappelijk            | 0                            |
| 12.                          | 25 april 2005                | Nederland – Finland               | 0 – 1                        | Kwalificatie EK 2005 –19     | 0                            |
| 13.                          | 29 april 2005                | Wales – Nederland                 | 1 – 3                        | Kwalificatie EK 2005 –19     | 0                            |

### Nederland onder 17
Op 15 mei 2002 debuteerde Olthuis voor het Nederland –17 in een vriendschappelijke wedstrijd tegen Duitsland –17 (2 – 1 winst).
| Interlands van Nadja Olthuis | Interlands van Nadja Olthuis | Interlands van Nadja Olthuis | Interlands van Nadja Olthuis | Interlands van Nadja Olthuis | Interlands van Nadja Olthuis |
| №                            | Datum                        | Wedstrijd                    | Uitslag                      | Soort Wedstrijd              | Doelpunten                   |
| Als speler bij OZC           | Als speler bij OZC           | Als speler bij OZC           | Als speler bij OZC           | Als speler bij OZC           | Als speler bij OZC           |
| ---------------------------- | ---------------------------- | ---------------------------- | ---------------------------- | ---------------------------- | ---------------------------- |
| 1.                           | 15 mei 2002                  | Duitsland – Nederland        | 1 – 2                        | Vriendschappelijk            | 0                            |
| 2.                           | 2 juli 2002                  | Noorwegen – Nederland        | 3 – 3                        | Vriendschappelijk            | 0                            |
| 3.                           | 4 juli 2002                  | Frankrijk – Nederland        | 0 – 2                        | Vriendschappelijk            | 0                            |
| 3.                           | 6 juli 2002                  | Nederland – Zweden           | 0 – 1                        | Vriendschappelijk            | 0                            |
| 5.                           | 14 mei 2003                  | Duitsland – Nederland        | 1 – 2                        | Vriendschappelijk            | 0                            |
| 6.                           | 15 mei 2003                  | Duitsland – Nederland        | 2 – 1                        | Vriendschappelijk            | 0                            |
| 7.                           | 1 juni 2003                  | Schotland – Nederland        | 0 – 1                        | Vriendschappelijk            | 0                            |
| 8.                           | 30 juni 2003                 | Duitsland – Nederland        | 2 – 1                        | Vriendschappelijk            | 0                            |
| 9.                           | 4 juli 2003                  | Noorwegen – Nederland        | 4 – 1                        | Vriendschappelijk            | 0                            |

## Erelijst

### MetFC Twente
| Nationaal          |    |         |
| Winnaar KNVB beker | 1x | 2007/08 |

### Individueel
| Nationaal                  |    |                  |
| Beste keepster hoofdklasse | 2x | 2005/06, 2006/07 |